# 付知テレビ中継局
付知テレビ中継局（つけちテレビちゅうけいきょく）は、岐阜県中津川市にある地上デジタルテレビの中継局である。かつてはアナログテレビの中継局も設置されていたが、アナログ放送の終了とともに廃止された。

## 中継局概要

### デジタルテレビ
| リモコン キーID | 放送局名                              | 物理 チャンネル | 空中線電力 | ERP | 放送対象 地域 | 放送区域 内世帯数 | 偏波面   |
| --------------- | ------------------------------------- | --------------- | ---------- | --- | ------------- | ----------------- | -------- |
| 1               | THK 東海テレビ放送                    | 21ch            | 1W         | 3W  | 中京広域圏    | 約1,900世帯       | 水平偏波 |
| 2               | NHK 名古屋教育                        | 13ch            | 1W         | 3W  | 全国          | 約1,900世帯       | 水平偏波 |
| 3               | NHK 岐阜総合                          | 24ch            | 1W         | 3W  | 岐阜県        | 約1,900世帯       | 水平偏波 |
| 4               | CTV< 中京テレビ放送                   | 19ch            | 1W         | 3W  | 中京広域圏    | 約1,900世帯       | 水平偏波 |
| 5               | CBCテレビ                             | 18ch            | 1W         | 3W  | 中京広域圏    | 約1,900世帯       | 水平偏波 |
| 6               | NBN 名古屋テレビ放送 愛称「メ～テレ」 | 22ch            | 1W         | 3W  | 中京広域圏    | 約1,900世帯       | 水平偏波 |
| 8               | GBS 岐阜放送 愛称「ぎふチャン」       | 32ch            | 1W         | 3W  | 岐阜県        | 約1,900世帯       | 水平偏波 |

## 廃止された局の概要

### アナログテレビ
| チャンネル | 放送局名                              | 空中線電力        | ERP              | 放送対象 地域 | 放送区域 内世帯数 | 偏波面   |
| ---------- | ------------------------------------- | ----------------- | ---------------- | ------------- | ----------------- | -------- |
| 49ch       | NHK 名古屋教育                        | 映像10W/ 音声2.5W | 映像44W/ 音声11W | 全国          | 1,807世帯         | 水平偏波 |
| 51ch       | NHK 岐阜総合                          | 映像10W/ 音声2.5W | 映像44W/ 音声11W | 岐阜県        | 1,807世帯         | 水平偏波 |
| 53ch       | CTV 中京テレビ放送                    | 映像10W/ 音声2.5W | 映像44W/ 音声11W | 中京広域圏    | 1,807世帯         | 水平偏波 |
| 55ch       | NBN 名古屋テレビ放送 愛称「メ～テレ」 | 映像10W/ 音声2.5W | 映像44W/ 音声11W | 中京広域圏    | 1,807世帯         | 水平偏波 |
| 57ch       | CBC 中部日本放送                      | 映像10W/ 音声2.5W | 映像44W/ 音声11W | 中京広域圏    | 1,807世帯         | 水平偏波 |
| 59ch       | THK 東海テレビ放送                    | 映像10W/ 音声2.5W | 映像44W/ 音声11W | 中京広域圏    | 1,807世帯         | 水平偏波 |
| 61ch       | GBS 岐阜放送 愛称「ぎふチャン」       | 映像10W/ 音声2.5W | 映像44W/ 音声11W | 岐阜県        | 1,807世帯         | 水平偏波 |

## 所在地
- 中津川市付知町字正ヶ脇11446番地3号 「正ヶ脇山」[1]

## 放送エリア

### デジタルテレビ
- 中津川市（付知地区・福岡地区）の各一部、約1,900世帯[2]。

### アナログテレビ
- 中津川中継局からの電波が届きにくい中津川市付知地区をカバーしていた。

## 歴史

### デジタルテレビ
- 2008年10月7日 予備免許交付[3]
- 2008年10月22日 試験放送開始
- 2008年11月26日 免許交付
- 2008年11月28日 放送開始

### アナログテレビ
- 1969年3月15日 NHK付知テレビジョン中継放送所（名古屋総合・名古屋教育）、CBC中部日本放送・付知テレビ放送所、THK東海テレビ放送・付知放送局、NBN名古屋テレビ放送・付知テレビ放送局、CTV中京テレビ放送・付知放送局が開局。
- 1971年9月23日 GBS岐阜放送・付知テレビジョン放送局が開局。
- 1973年2月17日 NHK岐阜放送局開局に伴い、総合テレビジョンの放送内容が、名古屋局から岐阜局に移行。
- 2011年7月24日 全局廃局となった。

## その他
- アナログテレビにおいては、THK・NBN・GBSの加子母中継局への中継基地の役割も担っていた。